# Lupin III.: Part 2/Episodenliste
Diese Episodenliste enthält alle Episoden der japanischen Animeserie Lupin III.: Part 2, sortiert nach der japanischen Erstausstrahlung. Insgesamt wurden zwischen 1977 und 1980 155 Episoden produziert, die auf dem japanischen Sender Nippon TV wöchentlich ausgestrahlt wurden.

Aufgrund vertraglichen Verpflichtungen während der Produktion der Serie, arbeiteten eine Hand voll japanischer Drehbuchautoren und Regisseure unter falschem Pseudonym an der Serie da sie verpflichtet waren an anderen Produktionen zu arbeiten. Dies wird bei dem entsprechenden Regisseur oder Autor angegeben.

Folge 99 荒野に散ったコンバット·マグナム (Kooya ni Chitta Combat Magnum) zu Deutsch etwa Die in der Wildnis verstreute Magnum sollte die erste Anime-Serien-Produktion sein die in Stereo gesendet werden würde. Weiters gab es in Folge 101 ベルサイユは愛に燃えた (Versailles wa Ai ni Moeta) zu Deutsch etwa Versailles brannte vor Liebe ein offizielles Crossover mit der Anime-Serie Lady Oscar, welche zur selben Zeit bei Tokyo Movie Shinsha in Produktion war.
| Nr. (ges.) | Nr. (St.) | Deutscher Titel | Originaltitel                                                             | Erstausstrahlung Japan | Deutschsprachige Erstveröffentlichung (D/A/CH) | Regie                              | Drehbuch                                         |
| ---------- | --------- | --------------- | ------------------------------------------------------------------------- | ---------------------- | ---------------------------------------------- | ---------------------------------- | ------------------------------------------------ |
| 1          | 1         | –               | ルパン三世颯爽登場 Lupin Sansei Sassou Toujou                             | 3. Okt. 1977           | –                                              | Kyosuke Mikuriya                   | Tadaaki Yamazaki                                 |
| 2          | 2         | –               | リオの夕陽に咲く札束 Rio no Yuuhi ni Saku Satsutaba                       | 10. Okt. 1977          | –                                              | Kyosuke Mikuriya                   | Yoshio Takeuchi a                                |
| 3          | 3         | –               | ヒトラーの遺産 Hitler no Isan                                             | 17. Okt. 1977          | –                                              | Kazunori Tanahashi                 | Yutaka Kaneko                                    |
| 4          | 4         | –               | ネッシーの唄が聞こえる Nessie no Uta ga Kikoeru                           | 24. Okt. 1977          | –                                              | Kazunori Tanahashi                 | Atsushi Yamatoya                                 |
| 5          | 5         | –               | 塊の運び方教えます Kinka no Hakobikata Oshiemasu                          | 31. Okt. 1977          | –                                              | Kazunori Tanahashi                 | Noboru Shiroyama                                 |
| 6          | 6         | –               | ピサの斜塔は立っているか Pisa no Shatoo wa Tatteiru ka                    | 7. Nov. 1977           | –                                              | Kazunori Tanahashi                 | Yutaka Kaneko                                    |
| 7          | 7         | –               | ツタンカーメン三千年の呪い Tutankhamen Sanzen no Noroi                    | 14. Nov. 1977          | –                                              | Kyosuke Mikuriya                   | Yutaka Kaneko                                    |
| 8          | 8         | –               | ベネチア超特急 Venicia Chootokkyuu                                        | 21. Nov. 1977          | –                                              | Kyosuke Mikuriya                   | Yoshio Takeuchi a                                |
| 9          | 9         | –               | 浮世絵ブルースはいかが Ukiyo-E Blues wa Ikaga                             | 28. Nov. 1977          | –                                              | Kyosuke Mikuriya                   | Hideo Takayashiki b                              |
| 10         | 10        | –               | ファイルM123を盗め File M123 o Nusume                                     | 5. Dez. 1977           | –                                              | Kazunori Tanahashi                 | Noboru Shiroyama                                 |
| 11         | 11        | –               | モナコGPに賭けろ Monaco GP ni Kakero                                      | 12. Dez. 1977          | –                                              | Kyosuke Mikuriya                   | Yoshio Takeuchi a                                |
| 12         | 12        | –               | 大統領への贈り物 Daitooryoo e no Okurimono                                | 19. Dez. 1977          | –                                              | Kazunori Tanahashi                 | Noboru Shiroyama                                 |
| 13         | 13        | –               | サンフランシスコ大追跡 San Francisco Daitsuiseki                          | 26. Dez. 1977          | –                                              | Kyosuke Mikuriya                   | Yutaka Kaneko                                    |
| 14         | 14        | –               | カリブ海の大冒険 Carib no Daibooken                                       | 9. Jan. 1978           | –                                              | Kyosuke Mikuriya                   | Tadaaki Yamazaki                                 |
| 15         | 15        | –               | 名探偵空をゆく Meitantei Sora o Yuku                                      | 16. Jan. 1978          | –                                              | Kyosuke Mikuriya                   | Yutaka Kaneko                                    |
| 16         | 16        | –               | 二つの顔のルパン Futatsu no Kao no Lupin                                  | 23. Jan. 1978          | –                                              | Kyosuke Mikuriya                   | Yuu Tagami                                       |
| 17         | 17        | –               | オイルダラーを狙え Oildollar o Nerae                                      | 30. Jan. 1978          | –                                              | Kyosuke Mikuriya                   | Yuu Tagami                                       |
| 18         | 18        | –               | ブラック·パンサー Black Panther                                           | 6. Feb. 1978           | –                                              | Kyosuke Mikuriya                   | Yutaka Kaneko                                    |
| 19         | 19        | –               | 十年金庫は破れるか Juunen Kinko wa Yabureru ka                            | 13. Feb. 1978          | –                                              | Kyosuke Mikuriya                   | Noboru Shiroyama                                 |
| 20         | 20        | –               | 追いつめられたルパン Oitsumerareta Lupin                                  | 20. Feb. 1978          | –                                              | Kyosuke Mikuriya                   | Shunichirō Koyama & Shōichirō Ōkubo              |
| 21         | 21        | –               | 五ェ門の復讐 Goemon no Fukushuu                                           | 27. Feb. 1978          | –                                              | Kyosuke Mikuriya                   | Sarada Oil                                       |
| 22         | 22        | –               | 謎の女人館を探れ Nazo no Nyoonin Yakata o Sagure                          | 6. März 1978           | –                                              | Kyosuke Mikuriya                   | Noboru Shiroyama                                 |
| 23         | 23        | –               | 第4次元の魔女 Daiyojigen no Majo                                          | 13. März 1978          | –                                              | Kyosuke Mikuriya                   | Atsushi Yamatoya                                 |
| 24         | 24        | –               | 怪盗ねずみ小僧現わる Kaitoo Nezumi-Koozoo Arawaru                         | 20. März 1978          | –                                              | Kyosuke Mikuriya                   | Kiyoshi Miyata                                   |
| 25         | 25        | –               | 必殺鉄トカゲ見参 Hissatsu Tokage Kenzan                                   | 27. März 1978          | –                                              | Kyosuke Mikuriya                   | Noboru Shiroyama                                 |
| 26         | 26        | –               | バラとピストル Bara to Pistol                                             | 3. Apr. 1978           | –                                              | Kyosuke Mikuriya                   | Atsushi Yamatoya                                 |
| 27         | 27        | –               | シンデレラの切手はどこへいった Cinderella no Kitte wa Doko e Itta         | 10. Apr. 1978          | –                                              | Kyosuke Mikuriya                   | Yutaka Kaneko                                    |
| 28         | 28        | –               | 女刑事メロン Onna Deka Melon                                              | 17. Apr. 1978          | –                                              | Kyosuke Mikuriya                   | Yutaka Kaneko                                    |
| 29         | 29        | –               | 電撃ハトポッポ作戦 Dengeki Hatapoppo Sakusen                              | 24. Apr. 1978          | –                                              | Kyosuke Mikuriya                   | Atsushi Yamatoya                                 |
| 30         | 30        | –               | モロッコの風は熱く Morocco no Kaze wa Atsuku                              | 1. Mai 1978            | –                                              | Kyosuke Mikuriya                   | Noboru Shiroyama                                 |
| 31         | 31        | –               | 白夜に向かって撃て Byakuya ni Mukatte Ute                                 | 8. Mai 1978            | –                                              | Kyosuke Mikuriya                   | Atsushi Yamatoya                                 |
| 32         | 32        | –               | ルパンは二度死ぬ Lupin wa Nido Shinu                                      | 15. Mai 1978           | –                                              | Kyosuke Mikuriya                   | Atsushi Yamatoya                                 |
| 33         | 33        | –               | オリオンの王冠は誰のもの Orion no Ookan wa Dare o Mono                    | 22. Mai 1978           | –                                              | Kyosuke Mikuriya                   | Mon Shichijō                                     |
| 34         | 34        | –               | 吸血鬼になったルパン Kyuuketsuki ni Natta Lupin                           | 29. Mai 1978           | –                                              | Kyosuke Mikuriya                   | Kiyoshi Miyata                                   |
| 35         | 35        | –               | ゴリラギャングを追っかけろ Gorilla Gang o Okkakero                        | 5. Juni 1978           | –                                              | Kyosuke Mikuriya                   | Mon Shichijō                                     |
| 36         | 36        | –               | 月影城の秘密をあばけ Tsukikagejoo no Himitsu o Abake                      | 12. Juni 1978          | –                                              | Kyosuke Mikuriya                   | Mon Shichijō                                     |
| 37         | 37        | –               | ジンギスカンの埋蔵金 Genghis Khan no Maizookin                            | 19. Juni 1978          | –                                              | Kyosuke Mikuriya                   | Kiyoshi Miyata                                   |
| 38         | 38        | –               | ICPOの甘い罠 ICPO no Amai Wana                                            | 26. Juni 1978          | –                                              | Kyosuke Mikuriya                   | Yutaka Kaneko                                    |
| 39         | 39        | –               | 香港の夜空にダイヤは消えた Hong Kong no Yozora ni Daia wa Kieta           | 3. Juli 1978           | –                                              | Kyosuke Mikuriya                   | Yoshio Takeuchi a                                |
| 40         | 40        | –               | ミサイルジャック作戦 Misslejack Sakusen                                   | 10. Juli 1978          | –                                              | Yasumi Mikamoto                    | Hideo Takayashiki b                              |
| 41         | 41        | –               | かぐや姫の宝を探せ Kaguyahime no Takara o Sagase                          | 17. Juli 1978          | –                                              | Yasumi Mikamoto                    | Kiyoshi Miyata                                   |
| 42         | 42        | –               | 花嫁になったルパン Hanayome ni Natta Lupin                                | 24. Juli 1978          | –                                              | Yasumi Mikamoto                    | Hiroyasu Yamaura                                 |
| 43         | 43        | –               | 北京原人の骨はどこに Peking Genjin no Hone wa Doko ni                     | 31. Juli 1978          | –                                              | Yasumi Mikamoto                    | Hideo Takayashiki b                              |
| 44         | 44        | –               | 消えた特別装甲車 Kieta Tokubetsu Sookoosha                                | 7. Aug. 1978           | –                                              | Kyosuke Mikuriya                   | Yoshio Takeuchi a                                |
| 45         | 45        | –               | 殺しはワインの匂い Koroshi wa Wine no Nioi                                | 14. Aug. 1978          | –                                              | Kyosuke Mikuriya                   | Sadayuki Okuyama                                 |
| 46         | 46        | –               | ルパンお高く売ります Lupin Otakaku Urimasu                                | 21. Aug. 1978          | –                                              | Yasumi Mikamoto                    | Noboru Shiroyama                                 |
| 47         | 47        | –               | 女王陛下のズッコケ警部 Joooheika no Zukkoke Keibu                         | 28. Aug. 1978          | –                                              | Kyosuke Mikuriya                   | Banmei Takahashi                                 |
| 48         | 48        | –               | 非常ベルにルパンは笑う Hijoo Bell ni Lupin wa Warau                       | 4. Sep. 1978           | –                                              | Kyosuke Mikuriya                   | Yoshio Takeuchi a                                |
| 49         | 49        | –               | 可愛いい女には毒がある Kawaii Onna ni wa Doku ga Aru                      | 11. Sep. 1978          | –                                              | Yasumi Mikamoto                    | Misuke Tsurumo & Yoshio Takeuchi a               |
| 50         | 50        | –               | 私が愛したルパン"前編 Watashi ga Aishita Lupin "Zempen                    | 18. Sep. 1978          | –                                              | Kyosuke Mikuriya                   | Yutaka Kaneko                                    |
| 51         | 51        | –               | 私が愛したルパン"後編 Watashi ga Aishita Lupin "Koohen                    | 25. Sep. 1978          | –                                              | Kyosuke Mikuriya                   | Yutaka Kaneko                                    |
| 52         | 52        | –               | エマニエルは天使のささやき Emmanuelle wa Tenshi no Sasayaki               | 2. Okt. 1978           | –                                              | Yasumi Mikamoto                    | Yutaka Kaneko                                    |
| 53         | 53        | –               | 狂気のファントマ·マークIII Kyooki no Fantoma Mark III                     | 9. Okt. 1978           | –                                              | Kyosuke Mikuriya                   | Yutaka Kaneko                                    |
| 54         | 54        | –               | 半七刑事十年目の約束 Hanshichi Keiji Juunen no Yakusoku                   | 16. Okt. 1978          | –                                              | Kyosuke Mikuriya                   | Shōichirō Ōkubo                                  |
| 55         | 55        | –               | 花吹雪 謎の五人衆"前篇" Hanafubuki Nazo no Goninshuu "Zempen"             | 23. Okt. 1978          | –                                              | Yasumi Mikamoto                    | Kō Takashina c                                   |
| 56         | 56        | –               | 花吹雪 謎の五人衆"後篇" Hanafubuki Nazo no Goninshuu "Koohen"             | 30. Okt. 1978          | –                                              | Yasumi Mikamoto                    | Kō Takashina c                                   |
| 57         | 57        | –               | コンピューターかルパンか Computer ka Lupin ka                             | 6. Nov. 1978           | –                                              | Kyosuke Mikuriya                   | Mitsuo Aimono                                    |
| 58         | 58        | –               | 国境は別れの顔 Kokkyoo wa Wakare no Kao                                   | 13. Nov. 1978          | –                                              | Yagi Ishikura                      | Yutaka Kaneko                                    |
| 59         | 59        | –               | マダムXの不思議な世界 Madame X no Fushigina Sekai                         | 20. Nov. 1978          | –                                              | Yasumi Mikamoto                    | Noboru Sugimura                                  |
| 60         | 60        | –               | インドに自殺の花が咲く Indo ni Jisatsu no Hana ga Saku                    | 27. Nov. 1978          | –                                              | Kyōsuke Mikuriya & Yasumi Mikamoto | Kiyohide Ohara                                   |
| 61         | 61        | –               | 空飛ぶ斬鉄剣 Soratobu Zantetsuken                                         | 4. Dez. 1978           | –                                              | Yasumi Mikamoto                    | Shōichirō Ōkubo                                  |
| 62         | 62        | –               | ルパンを呼ぶ悪魔の鐘の音 Lupin o Yobu Akuma no Kane no Ne                 | 11. Dez. 1978          | –                                              | Kyōsuke Mikuriya & Yasumi Mikamoto | Yutaka Kaneko                                    |
| 63         | 63        | –               | 罠には罠を! Wana ni wa Wana o                                             | 18. Dez. 1978          | –                                              | Yasumi Mikamoto                    | Mitsuo Aimono                                    |
| 64         | 64        | –               | クリスマスは女神の手に Christmas wa Megami no Te ni                       | 25. Dez. 1978          | –                                              | Kyōsuke Mikuriya & Yasumi Mikamoto | Kō Takashina c                                   |
| 65         | 65        | –               | ルパンの敵はルパン Lupin no Teki wa Lupin                                 | 8. Jan. 1979           | –                                              | Yasumi Mikamoto                    | Tadaaki Yamazaki                                 |
| 66         | 66        | –               | 射殺命令!! Shasatsu Meirei!!                                              | 15. Jan. 1979          | –                                              | Yasumi Mikamoto                    | Kō Takashina c                                   |
| 67         | 67        | –               | ルパンの大西遊記 Lupin no Daisaiyuuki                                     | 22. Jan. 1979          | –                                              | Kyōsuke Mikuriya                   | Kiyohide Ohara                                   |
| 68         | 68        | –               | カジノ島·逆転また逆転 Casino Too - Gyakuten Mata Gyakuten                 | 29. Jan. 1979          | –                                              | Kyōsuke Mikuriya                   | Yoshio Urasawa                                   |
| 69         | 69        | –               | とっつあんの惚れた女 Tottsan no Horeta Hito                               | 5. Feb. 1979           | –                                              | Yasumi Mikamoto                    | Noboru Sugimura                                  |
| 70         | 70        | –               | クラシック泥棒と九官鳥 Classic Doroboo to Kyukanchoo                      | 12. Feb. 1979          | –                                              | Kyōsuke Mikuriya                   | Kiyoshi Miyata                                   |
| 71         | 71        | –               | ルパン対新選組 Lupin Tai Shinsengumi                                      | 19. Feb. 1979          | –                                              | Yasumi Mikamoto                    | Shōichirō Ōkubo                                  |
| 72         | 72        | –               | スケートボード殺人事件 Skateboard Satsujin Jiken                          | 26. Feb. 1979          | –                                              | Kyōsuke Mikuriya                   | Kiyoshi Miyata                                   |
| 73         | 73        | –               | 花も嵐も泥棒レース Hana mo Arashi mo Doroboo Race                         | 5. März 1979           | –                                              | Kyōsuke Mikuriya                   | Yutaka Kaneko                                    |
| 74         | 74        | –               | 恐怖のカメレオン人間 Kyoofuu no Chameleon Ningen                          | 12. März 1979          | –                                              | Kyōsuke Mikuriya                   | Kiyohide Ohara                                   |
| 75         | 75        | –               | 不二子に花嫁衣装はにあわない Fujiko ni Hanayome Ishoo wa Niawanai         | 19. März 1979          | –                                              | Yagi Ishikura                      | Yutaka Kaneko                                    |
| 76         | 76        | –               | シェークスピアを知ってるかい Shakespeare o Shitteru kai                   | 26. März 1979          | –                                              | Yasumi Mikamoto                    | Kō Takashina c                                   |
| 77         | 77        | –               | 星占いでルパンを逮捕 Hoshiuranai de Lupin o Taiho                         | 2. Apr. 1979           | –                                              | Shigetsugu Yoshida                 | Kiyoshi Miyata                                   |
| 78         | 78        | –               | ロボットの瞳にダイヤが光る Robot no Me ni Dia ga Hikaru                   | 9. Apr. 1979           | –                                              | Kyōsuke Mikuriya                   | Yoshio Urasawa                                   |
| 79         | 79        | –               | ルパン葬送曲 Lupin Soosookyoku                                            | 16. Apr. 1979          | –                                              | Yasumi Mikamoto                    | Kō Takashina c                                   |
| 80         | 80        | –               | 最後の差し入れはカップラーメン Saigo no Sashiire wa Cup Ramen             | 23. Apr. 1979          | –                                              | Yasumi Mikamoto                    | Yutaka Kaneko                                    |
| 81         | 81        | –               | 不二子!男はつらいぜ Fujiko! Otoko wa Tsurai ze                            | 30. Apr. 1979          | –                                              | Kyōsuke Mikuriya                   | Kō Takashina c                                   |
| 82         | 82        | –               | とっつあん人質救出作戦 Tottsan Hitojichi Kyuushutsu Sakusen               | 7. Mai 1979            | –                                              | Shigetsugu Yoshida                 | Mitsuo Aimono                                    |
| 83         | 83        | –               | ルパンの大西部劇 Lupin no Daiseibugeki                                    | 14. Mai 1979           | –                                              | Shigetsugu Yoshida                 | Kiyohide Ohara                                   |
| 84         | 84        | –               | 復讐はルパンにまかせろ Fukushuu wa Lupin ni Makasero                      | 21. Mai 1979           | –                                              | Kyōsuke Mikuriya                   | Kō Takashina c                                   |
| 85         | 85        | –               | ICPO㊙指令 ICPO Maruhi Shirei                                             | 28. Mai 1979           | –                                              | Shigetsugu Yoshida                 | Kō Takashina c                                   |
| 86         | 86        | –               | 謎の夜光仮面現わる Nazo no Yakkoo Kamen Arawaru                           | 4. Juni 1979           | –                                              | Yasumi Mikamoto                    | Kiyoshi Miyata                                   |
| 87         | 87        | –               | 悪魔がルパンを招くとき Akuma ga Lupin o Maneku Toki                       | 11. Juni 1979          | –                                              | Kyōsuke Mikuriya                   | Noboru Sugimura                                  |
| 88         | 88        | –               | ルパンの南極北極大冒険 Lupin no Nankyoku Hokkyoku Daibooken               | 18. Juni 1979          | –                                              | Shigetsugu Yoshida                 | Koichi Suzuki                                    |
| 89         | 89        | –               | ドロボウ交響曲を鳴らせ Doroboo Kookyookyoku o Narase                      | 25. Juni 1979          | –                                              | Yasumi Mikamoto                    | Mitsuo Aimono                                    |
| 90         | 90        | –               | 悪い奴ほど大悪党 Warui Yatsu Hodo Daiakutoo                               | 2. Juli 1979           | –                                              | Kyōsuke Mikuriya                   | Yoshio Urasawa                                   |
| 91         | 91        | –               | 時を駆ける少女 Toki o Kakeru Shoojo                                       | 9. Juli 1979           | –                                              | Hideo Nishimaki                    | Shōichirō Ōkubo                                  |
| 92         | 92        | –               | マダムと泥棒四重奏 Madame to Doroboo Quartet                              | 16. Juli 1979          | –                                              | Yasumi Mikamoto                    | Yoshio Urasawa                                   |
| 93         | 93        | –               | 万里の長城インベーダー作戦 Banri no Choojoo Invader Sakusen               | 23. Juli 1979          | –                                              | Yagi Ishikura                      | Kiyohide Ohara                                   |
| 94         | 94        | –               | ルパン対スーパーマン Lupin tai Superman                                   | 30. Juli 1979          | –                                              | Shigetsugu Yoshida                 | Kazuyuki Sugi & Koichi Suzuki                    |
| 95         | 95        | –               | 幽霊船より愛をこめて Yuureisen Yori Ai o Komete                           | 6. Aug. 1979           | –                                              | Shigetsugu Yoshida                 | Noboru Sugimura                                  |
| 96         | 96        | –               | ルパンのお料理天国 Lupin no Oryoori Tengoku                               | 13. Aug. 1979          | –                                              | Kyōsuke Mikuriya                   | Yutaka Kaneko                                    |
| 97         | 97        | –               | ルパン一世の秘宝を探せ Lupin Issei no Hihoo o Sagase                      | 20. Aug. 1979          | –                                              | Yasumi Mikamoto                    | Tadaaki Yamazaki                                 |
| 98         | 98        | –               | 父っつあんのいない日 Tottsan no Inai Hi                                   | 27. Aug. 1979          | –                                              | Kyōsuke Mikuriya                   | Banmei Takahashi, Kazuyuki Sugi & Kō Takashina c |
| 99         | 99        | –               | 荒野に散ったコンバット·マグナム Kooya ni Chitta Combat Magnum             | 3. Sep. 1979           | –                                              | Shigetsugu Yoshida                 | Atsushi Yamatoya                                 |
| 100        | 100       | –               | 名画強奪ウルトラ作戦 Meiga Goodatsu Ultra Sakusen                         | 10. Sep. 1979          | –                                              | Yasumi Mikamoto                    | Yoshio Urasawa                                   |
| 101        | 101       | –               | ベルサイユは愛に燃えた Versailles wa Ai ni Moeta                          | 17. Sep. 1979          | –                                              | Kyōsuke Mikuriya                   | Shōichirō Ōkubo                                  |
| 102        | 102       | –               | ルパンはシャネルがお好き Lupin wa Chanel ga Osuki                         | 24. Sep. 1979          | –                                              | Kyōsuke Mikuriya                   | Kō Takashina                                     |
| 103        | 103       | –               | 狼は天使を見た Ookami wa Tenshi o Mita                                    | 1. Okt. 1979           | –                                              | Yasumi Mikamoto                    | Atsushi Yamatoya                                 |
| 104        | 104       | –               | もっとも危険な黄金ベッド Mottomo Kiken-na Oogon Bed                       | 8. Okt. 1979           | –                                              | Yasumi Mikamoto                    | Kō Takashina                                     |
| 105        | 105       | –               | 怪奇鬼首島に女が消えた Kaiki Onikubitoo ni Onna ga Kieta                  | 15. Okt. 1979          | –                                              | Kyōsuke Mikuriya                   | Kiyoshi Miyata                                   |
| 106        | 106       | –               | 君はネコぼくはカツオ節 Kima wa Neko Boku wa Katsuobushi                   | 22. Okt. 1979          | –                                              | Kyōsuke Mikuriya                   | Yoshio Urasawa                                   |
| 107        | 107       | –               | 結婚指輪は呪いの罠 Kekkon Yubiwa wa Noroi no Wana                         | 29. Okt. 1979          | –                                              | Kyōsuke Mikuriya                   | Mitsuo Aimono                                    |
| 108        | 108       | –               | 哀しみの斬鉄剣 Kanashimi no Zantetsuken                                   | 5. Nov. 1979           | –                                              | Kyōsuke Mikuriya                   | Ichirō Okamoto                                   |
| 109        | 109       | –               | ルパン史上最大の苦戦 Lupin Shijoo Saidai no Kusen                         | 12. Nov. 1979          | –                                              | Kyōsuke Mikuriya                   | Noboru Sugimura                                  |
| 110        | 110       | –               | 激写これが不二子だ Gekisha Kore ga Fujiko da                              | 19. Nov. 1979          | –                                              | Yasumi Mikamoto                    | Keiko Sugie                                      |
| 111        | 111       | –               | インベーダー金庫は開いたか? Invader Kinko wa Hiraita ka?                  | 26. Nov. 1979          | –                                              | Yasumi Mikamoto                    | Kō Takashina                                     |
| 112        | 112       | –               | 五ェ門危機一髪 Goemon Kikiippatsu                                         | 3. Dez. 1979           | –                                              | Noboru Ishiguro                    | Yutaka Kaneko                                    |
| 113        | 113       | –               | 作戦名は忠臣蔵 Sakusenna wa Chuushingura                                  | 10. Dez. 1979          | –                                              | Yasumi Mikamoto                    | Shōichirō Ōkubo                                  |
| 114        | 114       | –               | 迷画最初の晩餐の秘密 Meiga Saisho no Banshoku no Himitsu                  | 17. Dez. 1979          | –                                              | Kyōsuke Mikuriya                   | Kiyoshi Miyata                                   |
| 115        | 115       | –               | モナリザは二度微笑う Mona Lisa wa Nido Warau                              | 24. Dez. 1979          | –                                              | Yasumi Mikamoto                    | Yutaka Kaneko                                    |
| 116        | 116       | –               | 108つの鐘は鳴ったか 108tsu no Kane wa Natta ka                            | 31. Dez. 1979          | –                                              | Yasumi Mikamoto                    | Kiyoshi Miyata                                   |
| 117        | 117       | –               | チューインガム変装作戦 Chewing Gum Hensoo Sakusen                         | 7. Jan. 1980           | –                                              | Kyōsuke Mikuriya                   | Yoshio Urasawa                                   |
| 118        | 118       | –               | 南十字星がダイヤに見えた Minami Juujisei ga Dia ni Mieta                  | 14. Jan. 1980          | –                                              | Noboru Ishiguro                    | Kiyohide Ohara                                   |
| 119        | 119       | –               | ルパンを殺したルパン Lupin o Koroshita Lupin                              | 21. Jan. 1980          | –                                              | Kyōsuke Mikuriya                   | Kiyohide Ohara                                   |
| 120        | 120       | –               | フランケンシュタイン ルパンを襲う Frankenstein Lupin o Osou               | 28. Jan. 1980          | –                                              | Kyōsuke Mikuriya                   | Kiyoshi Miyata                                   |
| 121        | 121       | –               | オレの爺さんが残した宝物 Ore no Jiisan ga Nokoshita Takaramono            | 4. Feb. 1980           | –                                              | Yasumi Mikamoto                    | Keiko Sugie                                      |
| 122        | 122       | –               | 珍発見ナポレオンの財宝 Chinhakken Napoleon no Zaihoo                      | 11. Feb. 1980          | –                                              | Kyōsuke Mikuriya & Yasumi Mikamoto | Kō Takashina                                     |
| 123        | 123       | –               | 泥棒はパリで Doroboo wa Pari de                                           | 18. Feb. 1980          | –                                              | Kyōsuke Mikuriya & Yasumi Mikamoto | Kō Takashina                                     |
| 124        | 124       | –               | 1999年ポップコーンの旅 1999nen Popcorn no Tabi                            | 25. Feb. 1980          | –                                              | Kyōsuke Mikuriya & Yasumi Mikamoto | Yoshio Urasawa                                   |
| 125        | 125       | –               | オイルダラーの大謀略 Oildollar no Daibooryaku                             | 3. März 1980           | –                                              | Kyōsuke Mikuriya & Yasumi Mikamoto | Noboru Sugimura                                  |
| 126        | 126       | –               | 地獄へルパンを道づれ Jigoku e Lupin o Michizure                           | 10. März 1980          | –                                              | Kyōsuke Mikuriya & Yasumi Mikamoto | Noboru Sugimura                                  |
| 127        | 127       | –               | 直撃!デッドボール作戦 Chokugeki! Deadball Sakusen                         | 17. März 1980          | –                                              | Kyōsuke Mikuriya & Yasumi Mikamoto | Kiyohide Ohara                                   |
| 128        | 128       | –               | 老婆とルパンの泥棒合戦 Rooba to Lupin no Doroboo Kassen                   | 24. März 1980          | –                                              | Kyōsuke Mikuriya                   | Yoshio Urasawa                                   |
| 129        | 129       | –               | 次元に男心の優しさを見た Jigen ni Otokogokoro no Yasashisa o MIta         | 31. März 1980          | –                                              | Kyōsuke Mikuriya                   | Yutaka Kaneko                                    |
| 130        | 130       | –               | ルパン対奇人二面相 Lupin tai Kaijin Nimensoo                              | 7. Apr. 1980           | –                                              | Yasumi Mikamoto                    | Shōichirō Ōkubo                                  |
| 131        | 131       | –               | 二人五ェ門斬鉄剣の謎 Futari Goemon - Zantetsuken no Nazo                  | 14. Apr. 1980          | –                                              | Kyōsuke Mikuriya                   | Yoshihisa Araki                                  |
| 132        | 132       | –               | 霊山ヒマラヤの泥棒教団 Reizan Himalaya no Doroboo Kyoodan                 | 21. Apr. 1980          | –                                              | Yasumi Mikamoto                    | Hideo Takayashiki b & Hideo Takayashima          |
| 133        | 133       | –               | 熱いお宝に手を出すな Atsui Otakara ni Te o Dasu na                        | 28. Apr. 1980          | –                                              | Kyōsuke Mikuriya                   | Keiko Sugie                                      |
| 134        | 134       | –               | ルパン逮捕頂上作戦 Lupin Taihoo Choojoo Sakusen                           | 5. Mai 1980            | –                                              | Kyōsuke Mikuriya                   | Kiyoshi Miyata                                   |
| 135        | 135       | –               | 毒薬と魔術とルパン三世 Dokuyaku to Majutsu to Lupin Sansei                | 12. Mai 1980           | –                                              | Noboru Ishiguro                    | Yoshihisa Araki                                  |
| 136        | 136       | –               | ゴールドバタフライの復讐 Gold Butterfly no Fukushuu                       | 19. Mai 1980           | –                                              | Yasumi Mikamoto                    | Mitsuo Aimono                                    |
| 137        | 137       | –               | 華麗なるチームプレイ作戦 Kareinaru Teamplay Sakusen                       | 26. Mai 1980           | –                                              | Yasumi Mikamoto                    | Kazuyuki Sugi                                    |
| 138        | 138       | –               | ポンペイの秘宝と毒蛇 Pompeii no Hihoo to Dokuhebi                         | 2. Juni 1980           | –                                              | Kyōsuke Mikuriya                   | Yoshio Urasawa                                   |
| 139        | 139       | –               | ルパンのすべてを盗め Lupin no Subete o Nusume                             | 9. Juni 1980           | –                                              | Kyōsuke Mikuriya                   | Yutaka Kaneko                                    |
| 140        | 140       | –               | 狼は走れ豚は転がれ Ookami wa Hashire Buta wa Korogare                     | 16. Juni 1980          | –                                              | Yasumi Mikamoto                    | Kō Takashina                                     |
| 141        | 141       | –               | 1980モスクワ黙示録 1980 Moskwa Mokushiroku                                | 30. Juni 1980          | –                                              | Hideo Takayashiki                  | Kō Takashina                                     |
| 142        | 142       | –               | グランドレース消えた大本命 The Big Favorite Disappeared at the Grand Race | 7. Juli 1980           | –                                              | Noboru Ishiguro                    | Shōichirō Ōkubo                                  |
| 143        | 143       | –               | マイアミ銀行襲撃記念日 Miami Ginkoo Shuugeki Kinembi                      | 14. Juli 1980          | –                                              | Shigetsugu Yoshida                 | Yoshio Urasawa                                   |
| 144        | 144       | –               | 不二子危機一髪救出作戦 Fujiko Kikiippatsu Kyuushutsu Sakusen              | 21. Juli 1980          | –                                              | Yasumi Mikamoto                    | Noboru Sugimura & Mizu Keiichi                   |
| 145        | 145       | –               | 死の翼アルバトロス Shi no Tsubasa Albatross                               | 28. Juli 1980          | –                                              | Hayao Miyazaki d                   | Hayao Miyazaki d                                 |
| 146        | 146       | –               | ルパン華麗なる敗北 Lupin Kareinaru Haiboku                                | 4. Aug. 1980           | –                                              | Kyōsuke Mikuriya                   | Mitsuo Aimono                                    |
| 147        | 147       | –               | 白夜に消えた人魚 Byakuya ni Kieta Ningyo                                  | 11. Aug. 1980          | –                                              | Hideo Takayashiki                  | Masao Itō                                        |
| 148        | 148       | –               | ターゲットは555M Target wa 555 M                                          | 18. Aug. 1980          | –                                              | Yasumi Mikamoto                    | Yutaka Kaneko                                    |
| 149        | 149       | –               | ベールをはいだメッカの秘宝 Veil o Haida Mecca no Hihoo                    | 25. Aug. 1980          | –                                              | Kyōsuke Mikuriya                   | Kō Takashina                                     |
| 150        | 150       | –               | ピアノ交響曲「動物園」 Piano Kookyookyoku "Doobutsuen"                    | 1. Sep. 1980           | –                                              | Kyōsuke Mikuriya                   | Shōichirō Ōkubo                                  |
| 151        | 151       | –               | ルパン逮捕ハイウェイ作戦 Lupin Taiho Highway Sakusen                      | 8. Sep. 1980           | –                                              | Shigetsugu Yoshida                 | Kiyoshi Miyata                                   |
| 152        | 152       | –               | 次元と帽子と拳銃と Jigen to Booshi to Kenjuu to                           | 15. Sep. 1980          | –                                              | Noboru Ishiguro                    | Noboru Sugimura                                  |
| 153        | 153       | –               | 神様のくれた札束 Kamisama no Kureta Satsutaba                             | 22. Sep. 1980          | –                                              | Shigetsugu Yoshida                 | Yutaka Kaneko                                    |
| 154        | 154       | –               | ヘクサゴンの大いなる遺産 Hexagon no Ooinaru Isan                          | 29. Sep. 1980          | –                                              | Yasumi Mikamoto                    | Kō Takashina                                     |
| 155        | 155       | –               | さらば愛しきルパンよ Saraba Itoshiki Lupin yo                             | 6. Okt. 1980           | –                                              | Hayao Miyazaki d                   | Hayao Miyazaki d                                 |